# Zamek w Lubczu
Zamek w Lubczu, zamek w Lubczy (biał. Любчанскі замак) – zamek z XVI wieku w Lubczu na Białorusi, zachowały się z niego dwie wieże oraz fragment skrzydła mieszkalnego.

## Historia
Inicjatorem budowy był Jan Kiszka, zamek wzniesiono w 2. połowie XVI wieku. Przeszedł w posiadanie Radziwiłłów. Poddano go rozbudowie w XVII wieku, założono w tymże wieku także park w otoczeniu zamku. Kozacy Iwana Zołotarenki zdobyli zamek w 1655 roku. Obiekt utracił swoje znaczenie militarne w XVIII wieku. Księżna Stefania Radziwiłłówna, która poślubiła Ludwika Sayna-Wittgensteina-Sayna wniosła Lubcz w posagu w 1828 roku. Dzieci Stefanii i Ludwika odziedziczyły majątek, z którego część, w tym Lubcz, przypadła Marii z Wittgensteinów i jej mężowi Chlodwigowi zu Hohenlohe-Schillingsfürstowi.
Zamek pozostawał w ruinie od XIX wieku, mury zamku zostały częściowo rozebrane, a uzyskany budulec wykorzystano do wzniesienia pałacu książąt Hohenlohe w latach 1864–1870 na miejscu jednego z rozebranych skrzydeł zamku. W 2. połowie XIX wieku przekomponowano park. Pałac ucierpiał podczas I wojny światowej, został odbudowany częściowo w dwudziestoleciu międzywojennym. W latach 1947–1949 wykorzystano fundamenty i części ścian skrzydła zamku do budowy szkoły w duchu realizmu socjalistycznego.
Z pierwotnego założenia pozostała gotycko-renesansowa wieża bramna oraz część przylegającego do niej skrzydła mieszkalnego, a także druga wieża. W 2003 roku powstało stowarzyszenie „Lubczanski zamak”, które zajmuje się rewitalizacją zamku, jej inicjatorem był pochodzący z Lubcza Iwan Antonowicz Piaczyński.
Obiekt był uważany za pierwowzór zamku Horeszków z Pana Tadeusza Adama Mickiewicza.

## Architektura
Obiekt znajduje się na lewym brzegu Niemna, na niewielkim wzniesieniu. Zamek został wzniesiony na planie prostokąta o wymiarach 64 na 87 m, w jego narożnikach znajdowały się cztery wieże. Otaczała go głęboka fosa. 
Zachowana masywna wieża bramna jest czworoboczna w dolnej części i ośmioboczna w górnych partiach, ma trzy kondygnacje, była nakryta dachem namiotowym (obecnie kopułą). Półkolista brama przejazdowa jest udekorowana boniowaniem. Druga wieża jest czworoboczna, nakryta dachem czterospadowym.
Pałac murowany, neogotycki, o trzyczęściowej symetrycznej kompozycji z parterowymi skrzydłami. Elewacje z ryzalitami oraz prostokątnymi oknami z przyczółkami. Na ruinach pałacu powstały domy mieszkalne. Zachowały się pozostałości bramy pałacowej. Zamek i pałac są otoczone parkiem.

## Galeria

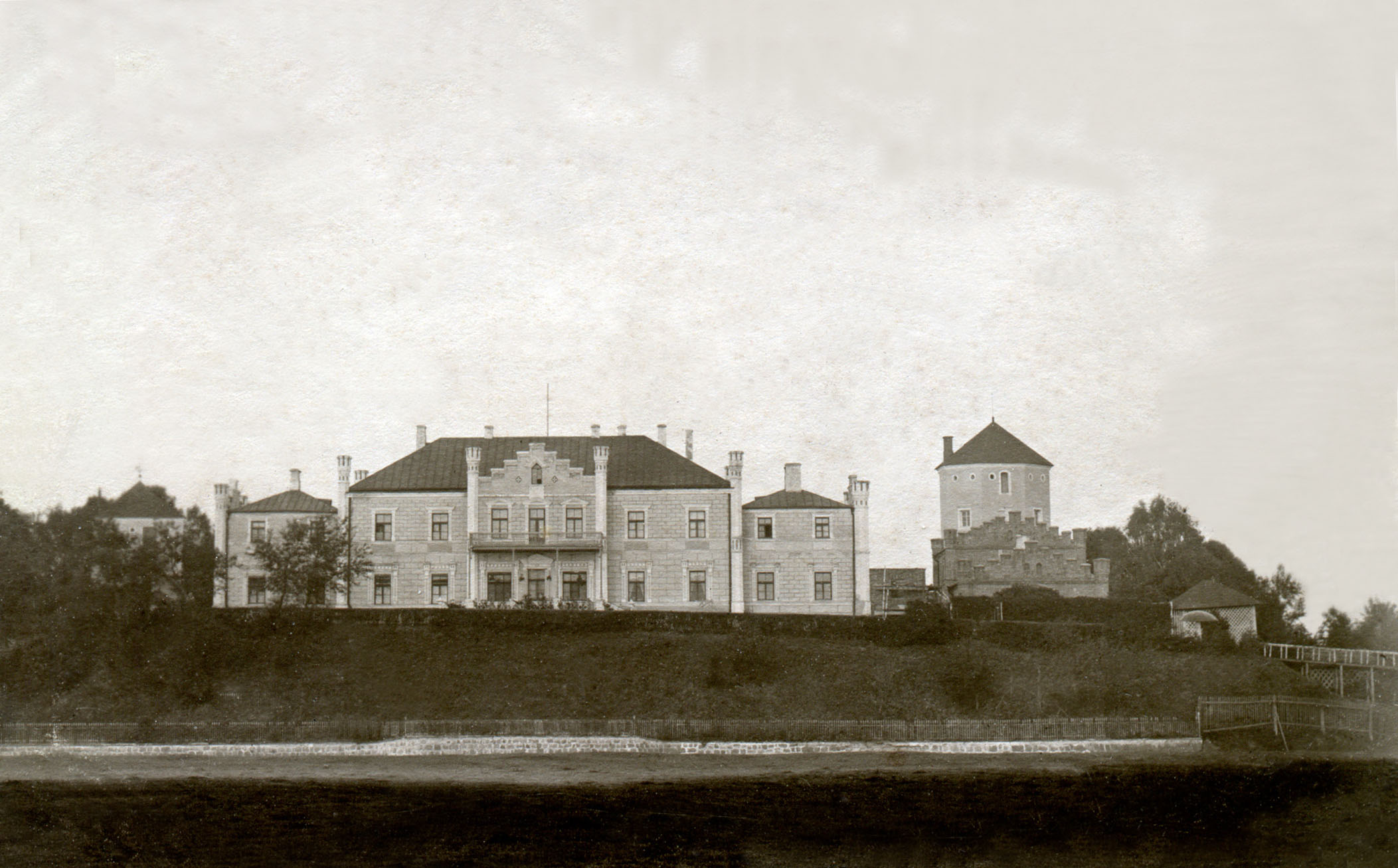
Pałac i wieże zamkowe (przełom XIX i XX wieku)
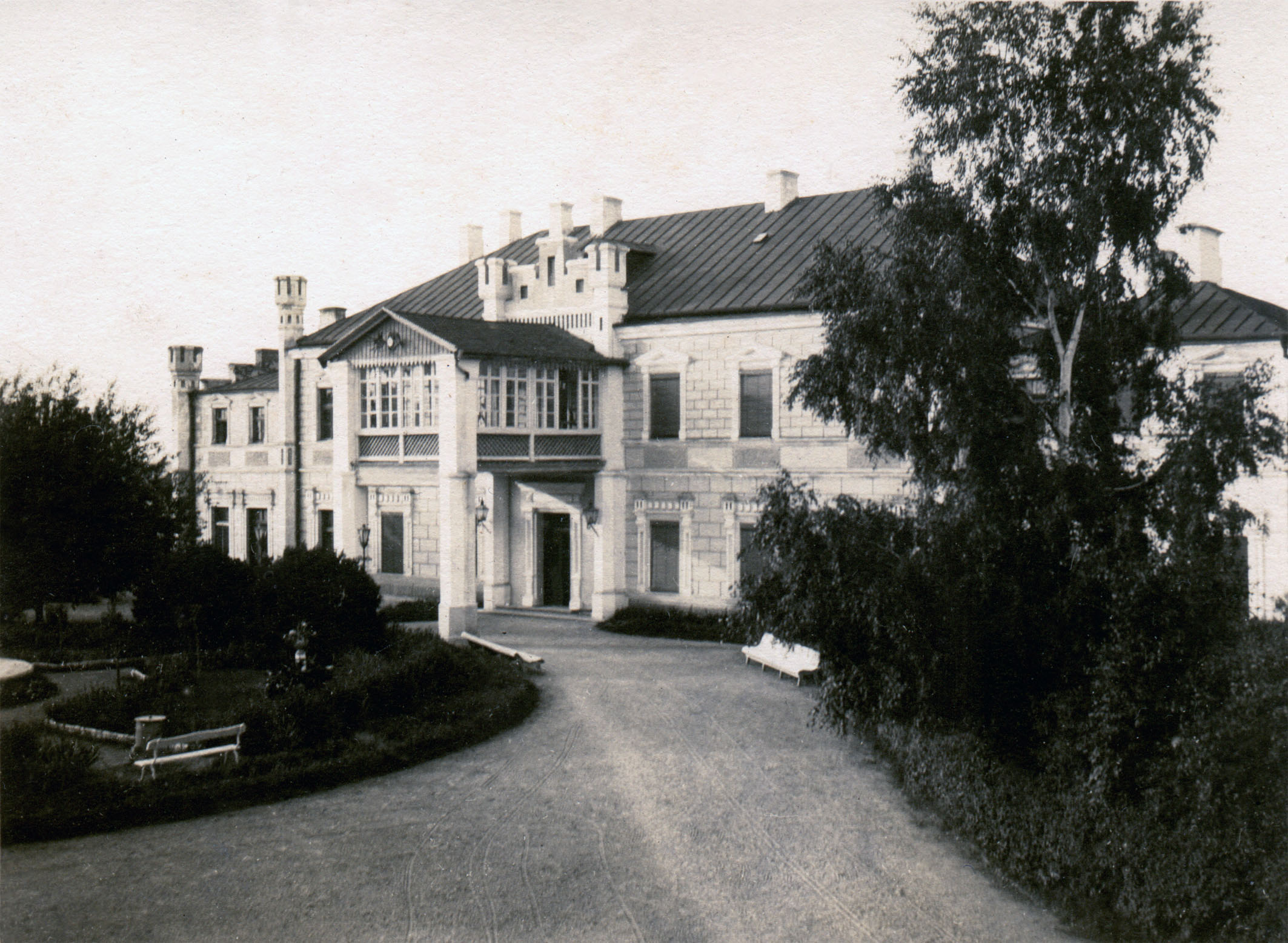
Pałac od strony zamkowego dziedzińca (przełom XIX i XX wieku)
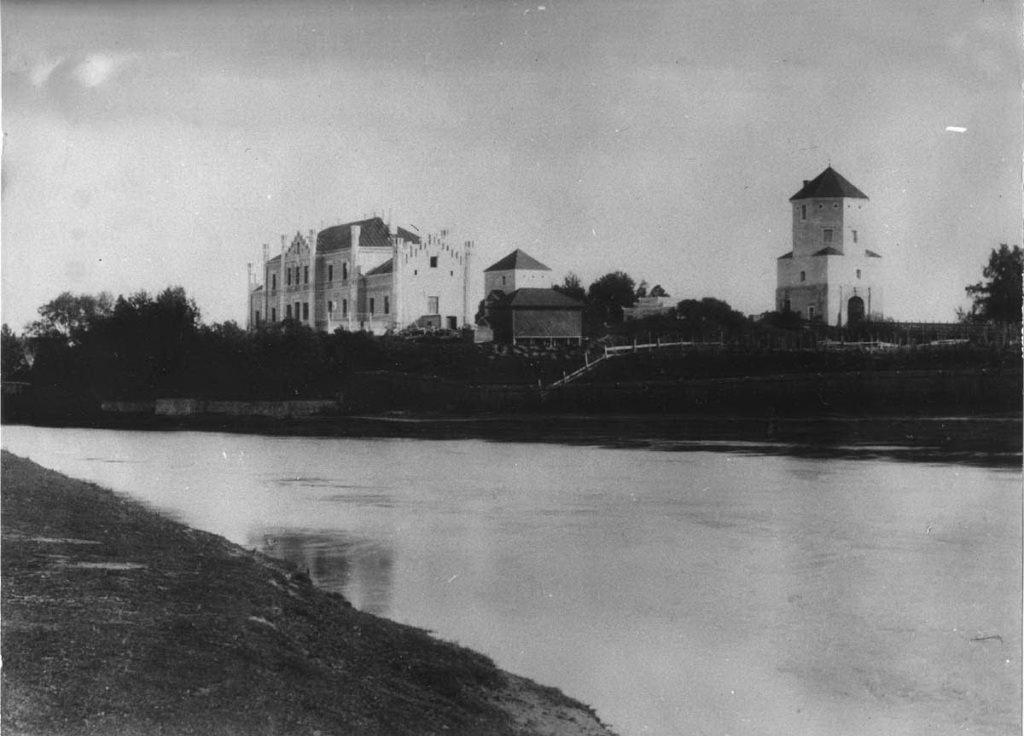
Pałac i wieże zamkowe (1900)
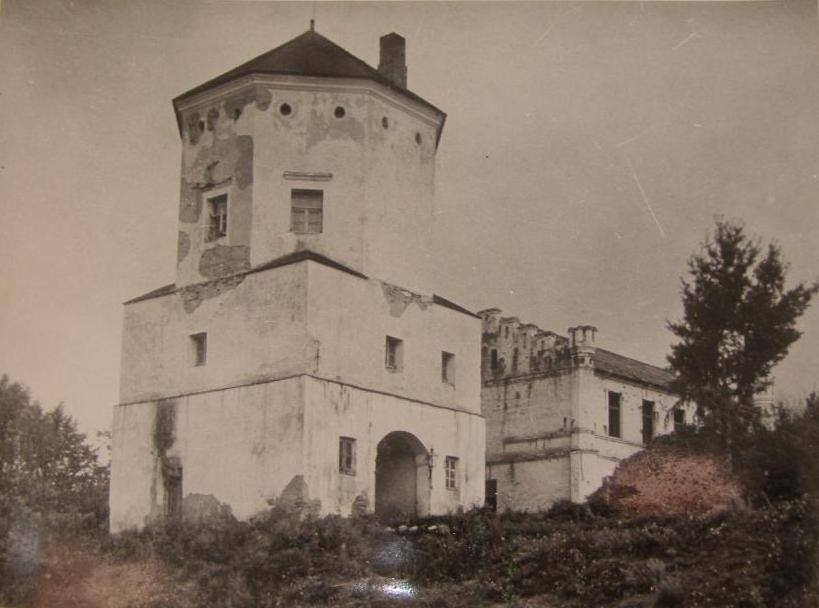
Wieża bramna (lata 30. XX wieku)
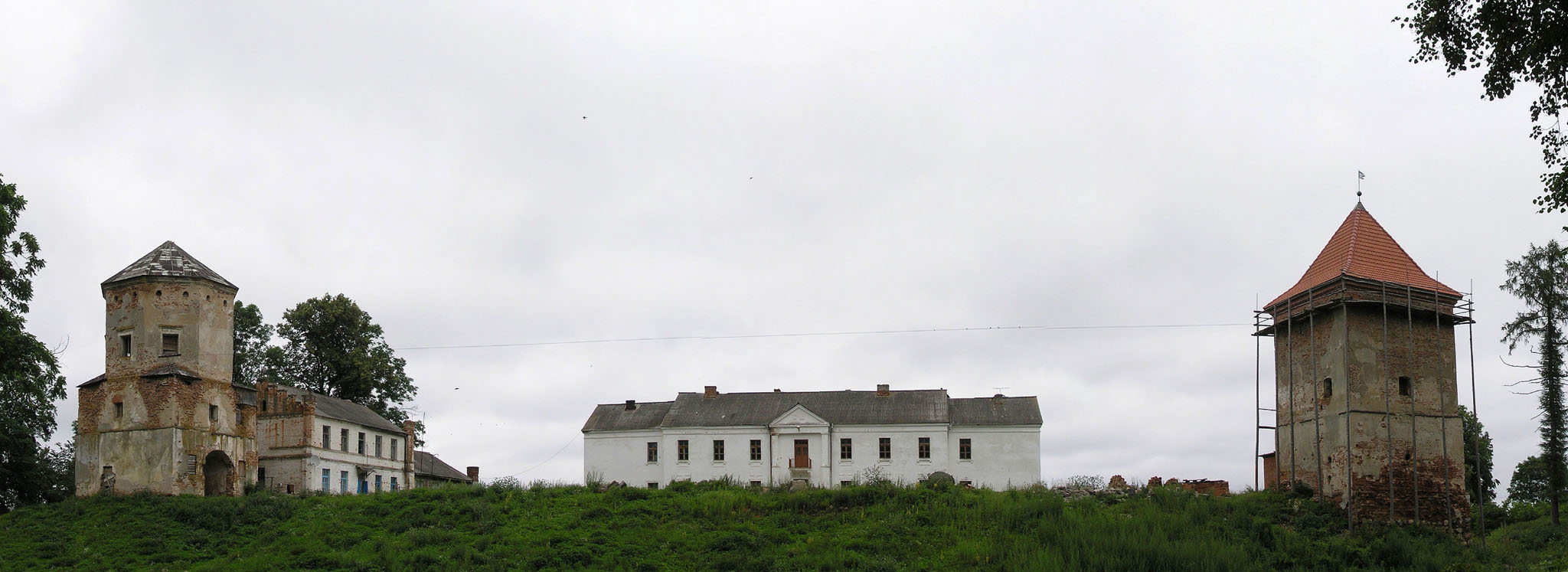
Panorama zamku
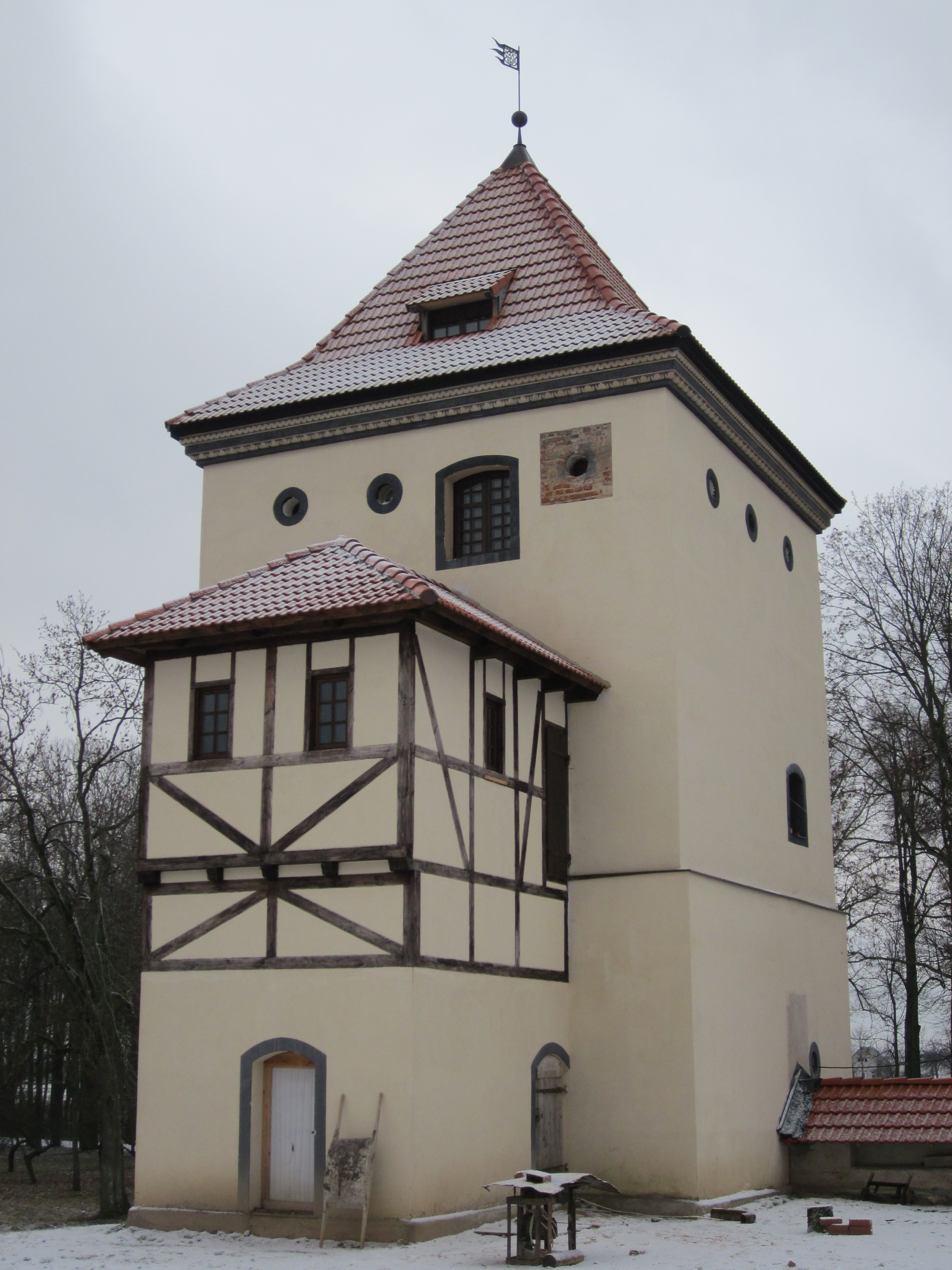
Druga wieża po renowacji (2011)
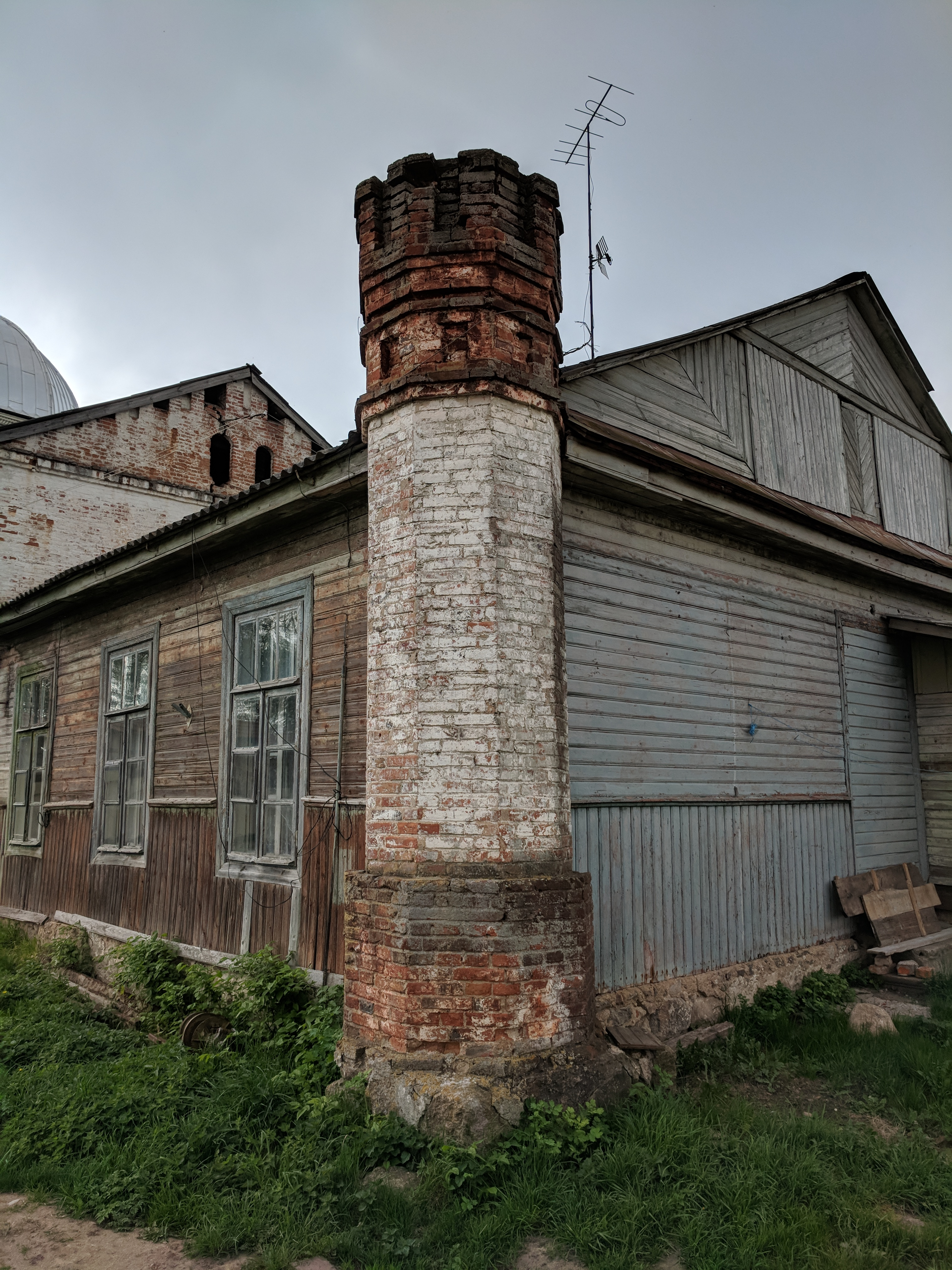
Pozostałości pałacu (2018)
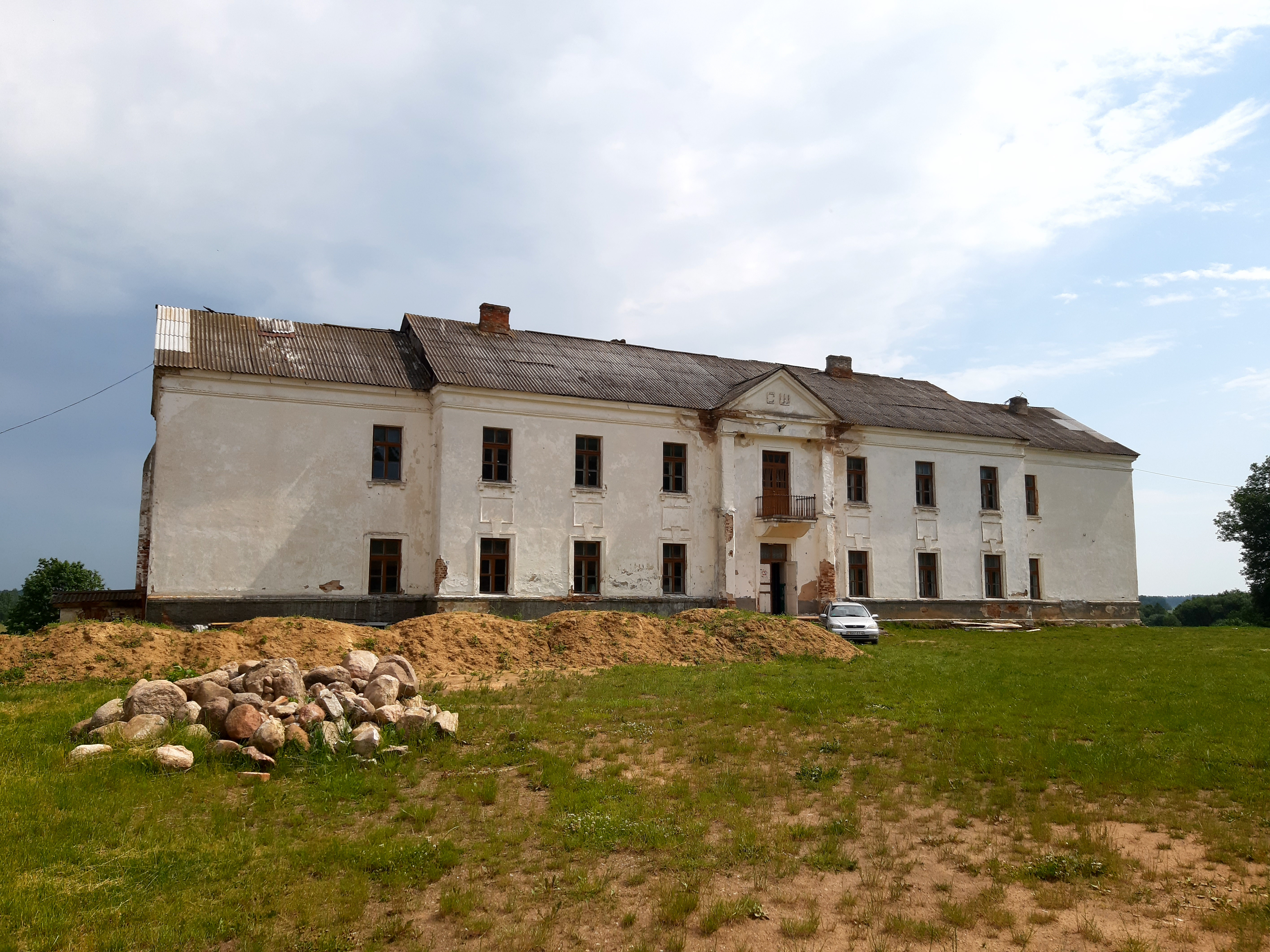
Budynek szkoły (2020)
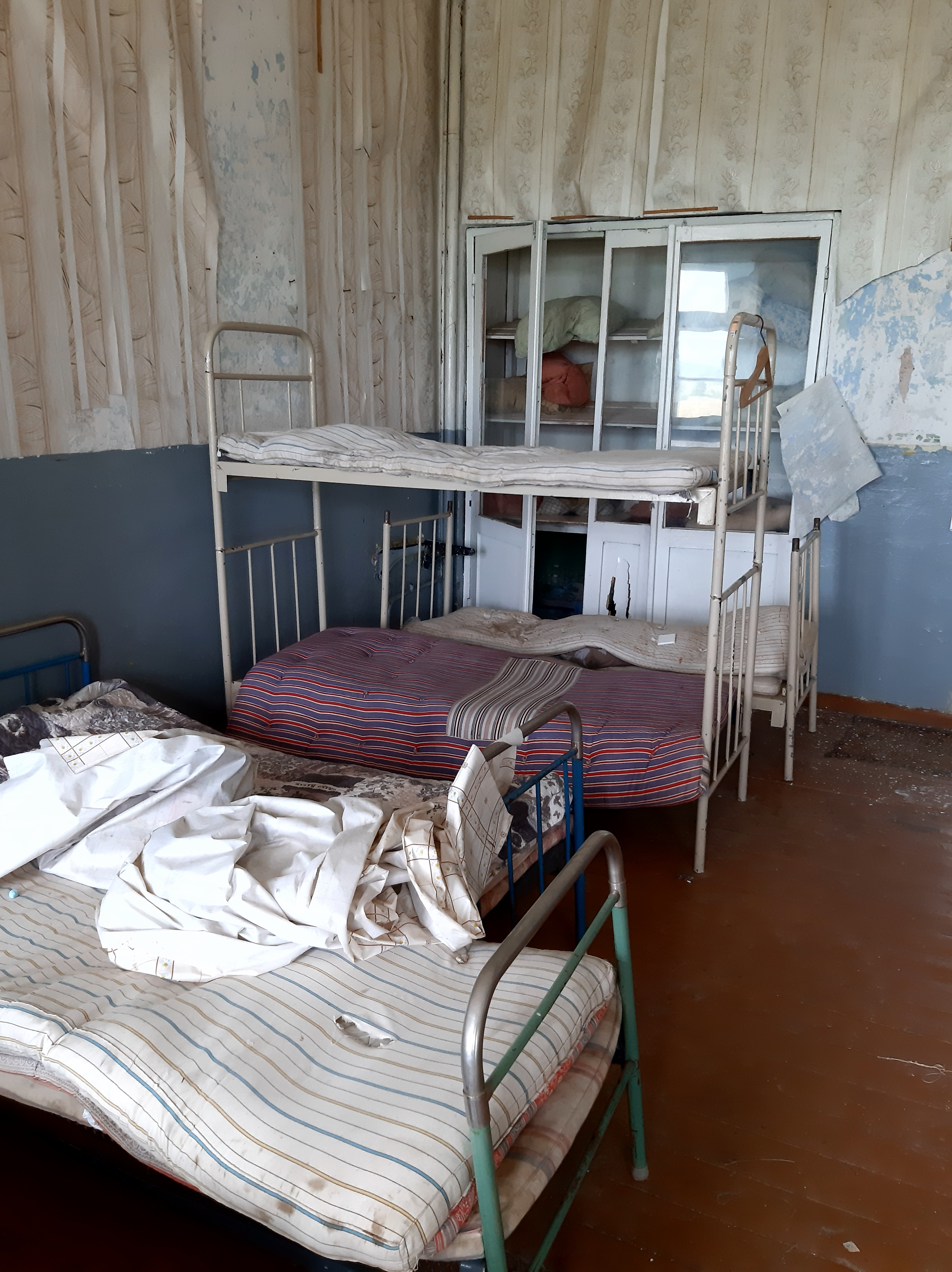
Wnętrze (2020)